# 伊雷勒
伊雷勒（法語：Hirel，法語發音：[iʁɛl]）是法国伊勒-维莱讷省的一个市镇，位于该省北部，属于圣马洛区。

## 地理
伊雷勒（48°36'20"N, 1°48'6"W）面积9.85 平方千米，位于法国布列塔尼大區伊勒-维莱讷省，该省份为法国西北部沿海省份，位于布列塔尼半岛东部，北濒大西洋，西接阿摩尔滨海省和莫尔比昂省，南至大西洋卢瓦尔省，西南端接曼恩-卢瓦尔省，东临马耶讷省，东北与芒什省接壤。
与伊雷勒接壤的市镇（或旧市镇、城区）包括：圣伯努瓦德松德、拉弗雷奈、蒙多勒、滨海勒维维耶。

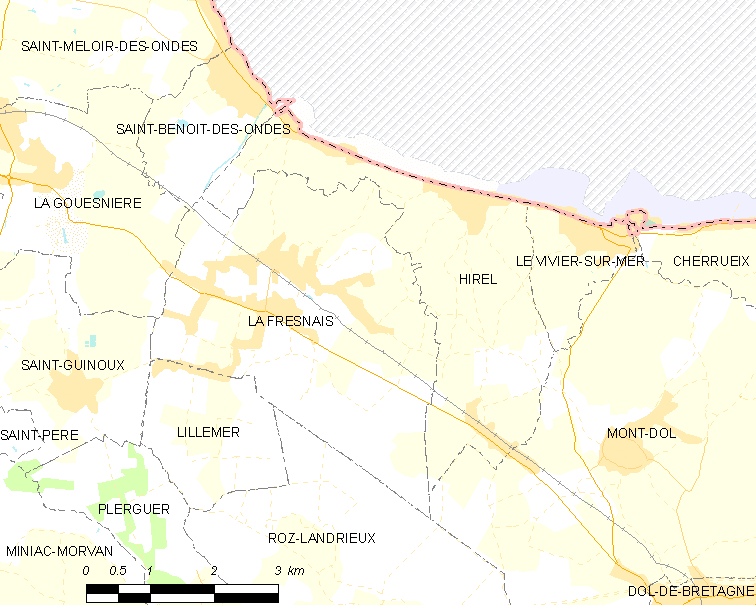
伊雷勒的OSM定位图

伊雷勒的时区为UTC+01:00、UTC+02:00（夏令时）。

## 行政
伊雷勒的邮政编码为35120，INSEE市镇编码为35132。

## 政治
伊雷勒所属的省级选区为布列塔尼地区多勒县。

## 人口

1962-2008年间伊雷勒人口变化图示

伊雷勒于2022年1月1日时的人口数量为1384人。